# F.B.I. operazione Pakistan
F.B.I. operazione Pakistan (Kommissar X jagt die roten Tiger) è un film del 1971 diretto da Harald Reinl. É l'ultimo film della saga Kommissar X.

## Trama
Tom Rowland e Jo Walker detto Kommissar X vanno in Pakistan per distruggere le Red Tigers Gang, responsabile del contrabbando di droga dall'Afghanistan agli Stati Uniti.